# Cladactella obscura
Cladactella obscura is een zeeanemonensoort uit de familie Actiniidae. De anemoon komt uit het geslacht Cladactella. Cladactella obscura werd in 1928 voor het eerst wetenschappelijk beschreven door Verrill. 